# Vinko Begović
Vinko Begović (Split, 2. listopada 1948.) nekadašnji hrvatski nogometaš i nogometni trener. 
Statistika u Hajduku
| Natjecanje        | Nastupi | Zgoditci |
| ----------------- | ------- | -------- |
| Prvenstvo         | 11      | 1        |
| Kup               | 2       | 0        |
| Superkup          | 0       | 0        |
| Međunarodne       | 0       | 0        |
| Splitski podsavez | 0       | 0        |
| Ukupno            | 13      | 1        |
| Prijateljske      | 45      | 0        |
| Sveukupno         | 58      | 1        |

Radio je u Hajduku iz Splita te u RNK Split-u.
U Iranu je vodio Fulad Ahvaz iz Ahvaza, Persepolisa iz Teherana, Pegah iz Rašta i Aluminium iz Bandar Abasa.
1. ↑  Profili svih igrača – Statistika na službenim stranicama HNK Hajduka. hajduk.hr. HNK Hajduk Split.